# ARP Instruments

Логотип ARP Instruments, Inc..

ARP Instruments, Inc. — американский производитель (компания) электронных музыкальных инструментов, основанный Аланом Перлманом в 1969 году.
В 1970-х годах компания создала популярную и коммерчески успешную линейку синтезаторов, заработав репутацию производителя инновационного музыкального оборудования и получив несколько патентов на разработанные ею технологии. Обанкротилась в 1981 году.

## История

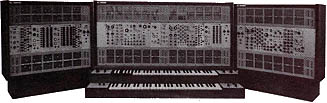
ARP 2500

### Предыстория
В 1948 году Алан Перлман был студентом-инженером Вустерского политехнического института, впоследствии он отмечал, что уже тогда предвидел будущую эру электронной музыки и популярности синтезаторов : «Ценность электронного прибора заключается главным образом в том, что он является новинкой. При большем внимании со стороны инженера к потребностям музыканта, возможно, недалёк тот день, когда электронный инструмент сможет занять своё место… как универсальный, мощный и выразительный [музыкальный] инструмент».

### Формирование
Имея 21-летний опыт работы в области электронной инженерии и предпринимательства, в 1969 году Перлман основал компанию — вложив в уставной капитал 100 000 долларов личных средств, а также деньги инвесторов. С самого
начала соучредителем компании был его коллега по инженерному факультету Дэвид Френд. Компания получила своё название, ARP Instrument, от инициалов Перлмана и некоторое время именовалась подразделением корпорации Tonus, Inc. Первый синтезатор, ARP 2500, был выпущен в следующем году.

### Успех

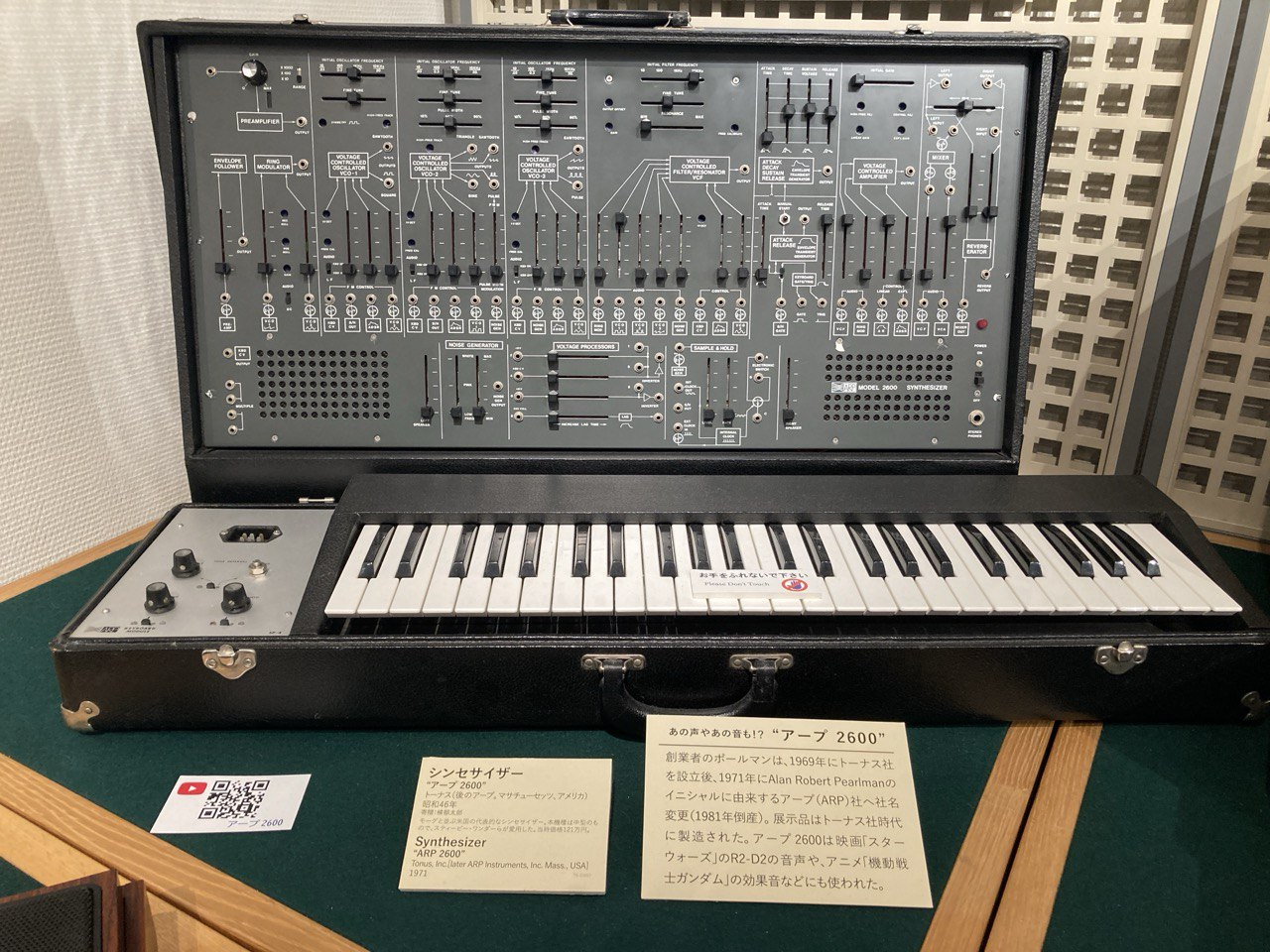
ARP 2600 (модель 1971 года). Hamamatsu Museum of Musical Instruments

Серийное производство модели ARP 2600 началось в 1971 году. Перлман плохо разбирался в музыкальной индустрии и её потенциальной аудитории. Он считал, что лучшим рынком для синтезаторов будут музыкальные факультеты школ и университетов, и по этой причине инструмент был спроектировал таким образом, чтобы он был прост в использовании. Дэвид Френд и музыкант Роджер Пауэлл совершили рекламную поездку по США, демонстрируя ARP 2600 различным музыкантам и розничным дилерам — он быстро стал популярным инструментом среди профессиональных исполнителей. На рост известности модели повлиял Эдгар Винтер — он подключил клавиатуру синтезатора к основному блоку устройства через длинный кабель, что позволило носить её на шее во время концертов на манер клавитары. Одним из первых владельцев и популяризаторов модели был незрячий певец Стиви Уандер, специально для него все инструкции на панели управления были напечатаны шрифтом Брайля.

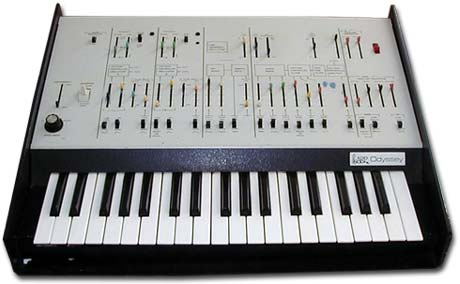
Odyssey (rev.1)

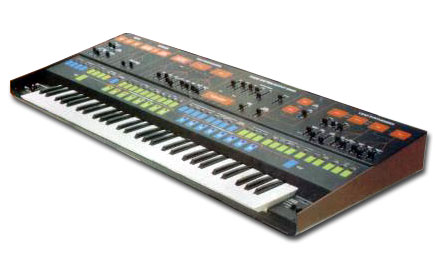
ARP Quadra

На протяжении 1970-х модели ARP были главными конкурентами моделей бренда Moog. В конечном счёте компания Перлмана стала ведущим мировым производителем электронных музыкальных инструментов. Музыканты пришли к выводу, что синтезаторы ARP лучше сохраняют строй, чем Муги, благодаря превосходной конструкции генератора. В модели 2500 вместо патч-кордов, как у Муга, использовалась матричная система коммутации сигналов, из-за чего некоторые музыканты жаловались на перекрёстные помехи между сигнальными каналами. В свою очередь на 2600 применялась технология проводных («нормализованных») сигнальных каналов, которые можно было модифицировать с помощью настроек переключателя или полностью отключить с помощью патч-кордов.
В 1970-х музыканты, играющие на синтезаторах, делились на два основных лагеря — тех, кто предпочитает Минимуг и тех, кто отдаёт предпочтение ARP Odyssey/ARP 2600. Некоторые музыканты пользовались обеими моделями — для достижения определённого эффекта. Модель 2500 фигурирует в популярном фильме «Близкие контакты третьего рода»; вице-президент ARP по инженерным вопросам Филип Доддс поехал устанавливать устройство на съёмочной площадке и впоследствии получил роль Жан-Клода, музыканта, который сыграл ставшую знаменитой последовательность из 5 нот на огромном синтезаторе в попытке связаться с инопланетным кораблём-носителем.
В 1972 году фирма выпустила модель Одиссей (Odyssey). Она была задумана как конкурент популярному Минимугу: была столь же портативной (трёхоктавная клавиатура), но вместе с тем сохраняла специфическое звучание модели 2600. В более поздних версиях Одиссея использовалась система регулировки высоты тона, управляемая нажимной подушечкой.
Самым продаваемым синтезатором ARP стала модель Omni, выпущенная в 1975 году. В этой многоголосной модели использовались генераторы сигналов с октавными делителями, характерными для электроорганов. Устройство разрабатывалось как конкурент Polymoog. В 1977 году компания достигла финансового пика с объёмом продаж в 7 миллионов долларов. В 1978 году была выпущена модель Quadra, которая содержала несколько синтезаторных модулей, объединённых и управляемых микропроцессором.

### Упадок

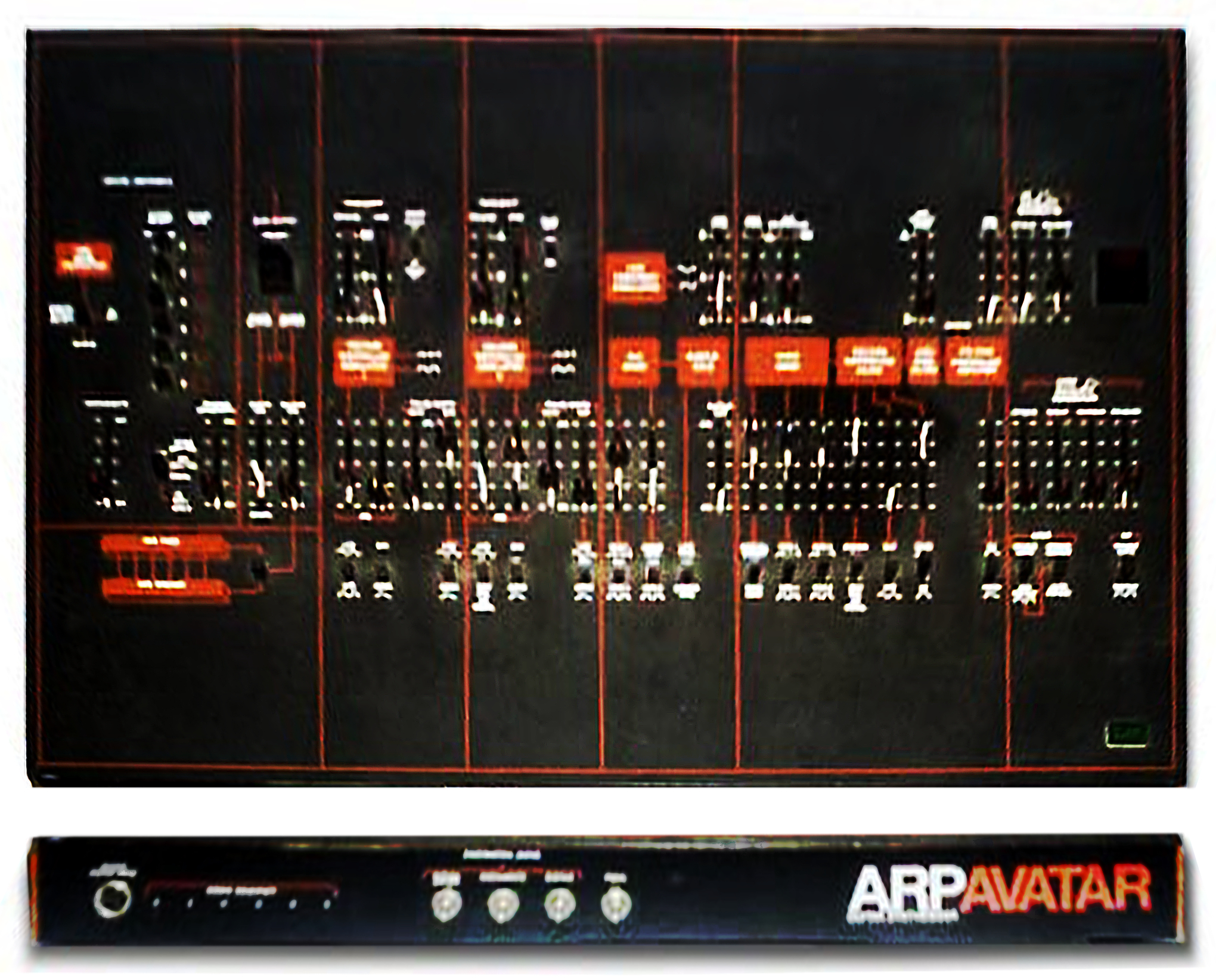
ARP Avatar (вид сверху и сбоку)

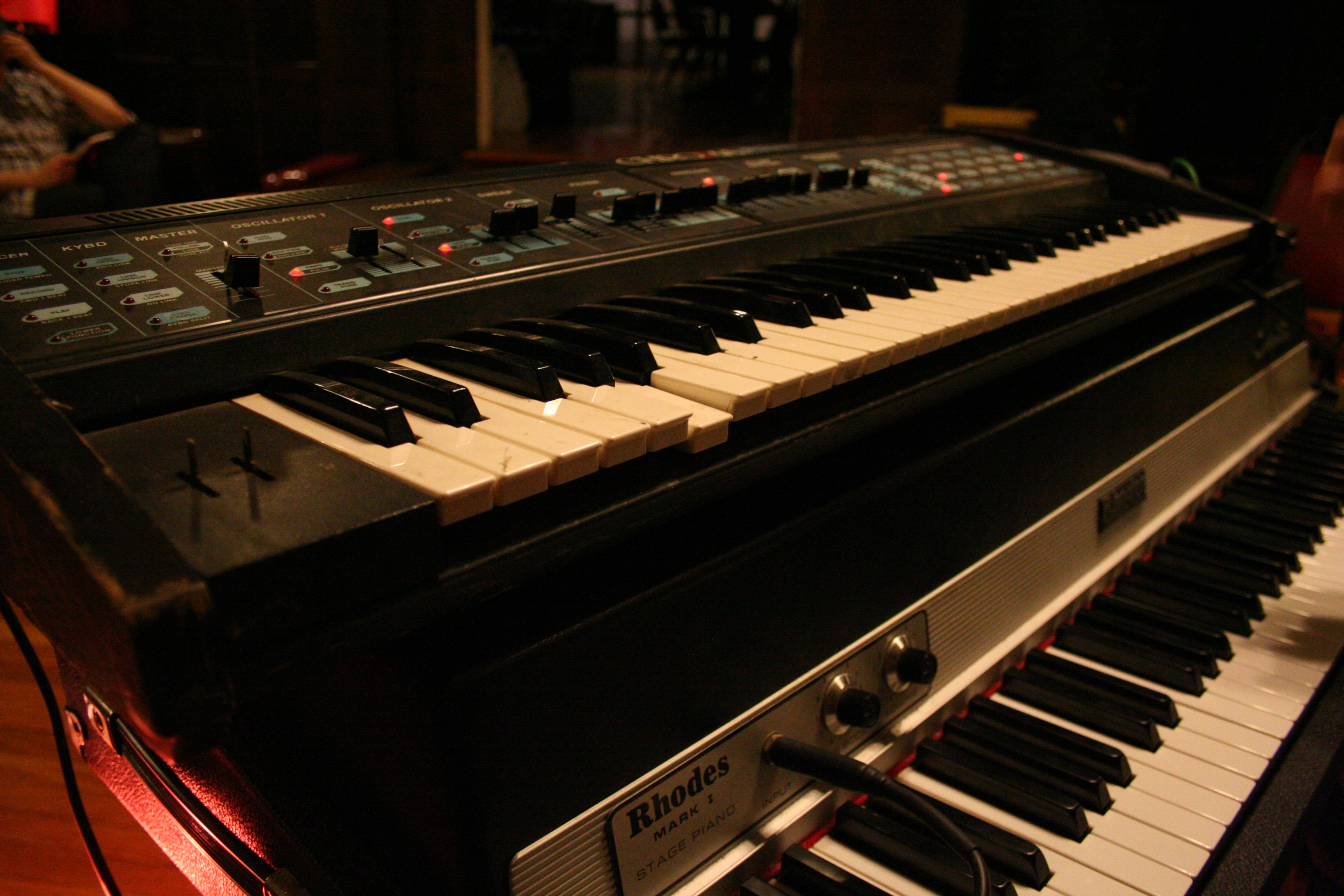
Chroma Polaris (преемник Chroma)

Упадок компании ARP Instruments был вызван финансовыми трудностями после разработки ARP Avatar, синтезаторного модуля, практически идентичного ARP Odyssey но без клавиатуры, предназначенного для синхронизации с цельнокорпусной электрогитарой путём установки на её деку гексафонического гитарного звукоснимателя, сигналы которого затем обрабатывались с помощью дискретных преобразователей высоты тона в напряжение.
Несмотря на то, специалисты считали Avatar превосходным и новаторским продуктом, продажи были низкими. Компания ARP Instruments так и не смогла окупить затраты на исследования и разработку модели Avatar, и после ещё нескольких попыток создать успешные инструменты, такие как ARP Quadra, а также 16-голосные и 4-голосные фортепиано и ARP Solus, компания окончательно объявила о банкротстве в мае 1981 года.
В процессе ликвидации активы компании и права на производство 4-голосного фортепиано, а также прототип ARP Chroma — самого сложного инструмента компании на тот момент — были проданы CBS Musical Instruments за 350 000 долларов. ARP Chroma был доработан силами CBS R&D и переименован в Rhodes Chroma, серийная сборка производилась с 1982 до конца 1983 года. 16-голосный инструмент имеет гибкую голосовую архитектуру, инновационную деревянную клавиатуру с 256 уровнями скорости нажатия, систему редактирования параметров с одним ползунком (впоследствии реализованную на Yamaha DX7); и собственную систему цифрового интерфейса, которая предшествовала MIDI. Устройство работало под управлением внутреннего микропроцессора Intel 80186.

## Наследие

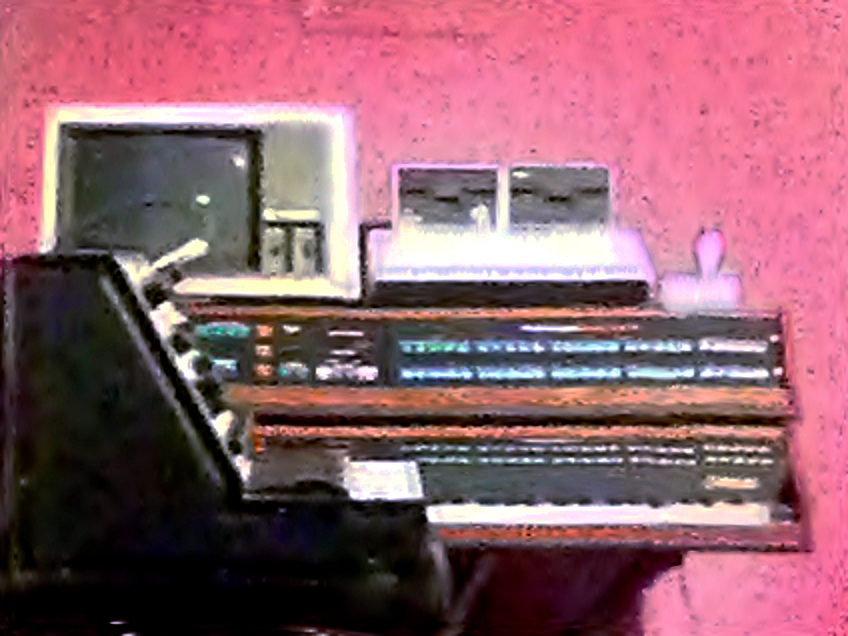
Rhodes Chroma, Expander и Apple IIe

В 2015 году, спустя почти три с половиной десятилетия после закрытия компании, второй флагманский инструмент компании, ARP Odyssey, был снова запущен в серийное производство компанией Korg в сотрудничестве с Дэвидом Френдом, соучредителем ARP. В 2019 году немецкий производитель электроники Behringer выпустил собственную версию этого инструмента — Behringer Odyssey.
В 2013 году шведский разработчик DIY-синтезаторов The Human Comparator выпустил самодельный ремейк ARP 2600, получивший название TTSH («Две тысячи шестьсот»). В 2019 году компания Korg также выпустила ограниченным тиражом
возрождённую версию ARP 2600 под названием 2600 FS. Инструмент официально поступил в продажу в начале 2021 года.
В свою очередь инженеры Behringer разработала собственную модернизированную версию Behringer 2600 (монтируемую в синтезаторную стойку), которая была выпущена в начале 2021 года. И ARP 2600, и Arp Odyssey были воссозданы в виде виртуальных инструментов. GForce Software и Arturia смоделировали 2600, в то время как GForce и Korg предлагают виртуальные версии Odyssey, последняя официально одобрена Дэвидом Френдом.
В бесплатном синтезаторном эмуляторе Bristol представлены программные версии ARP 2600, ARP Odyssey, ARP Axxe и ARP Solina String Machine.

## Линейка продукции
- 1970 — ARP 2500[англ.] аналоговый модульный синтезатор, исправленный матрицей переключателей, известный улучшенным тюнером по сравнению с конкурентами Moog и Buchla[англ.][26]

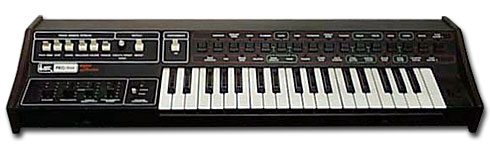
Pro/DGX

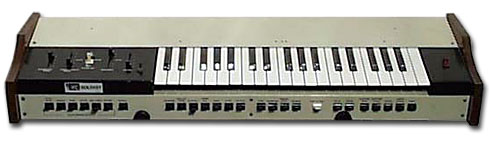
Soloist

- 1970 — ARP Soloist[англ.] (портативный, монофонический пресет, синтезатор, модель с реакцией на силу давления клавиш)
- 1971 — ARP 2600[англ.] (более портативный аналоговый полумодульный синтезатор, доработанный и подключаемый с помощью кабелей)
- 1972 — ARP Odyssey[англ.] (аналоговый дуофонический[англ.] синтезатор, разрабатывался как портативный концертный инструмент, конкурент Minimoog)
- 1972 — ARP Pro Soloist[англ.] (портативный, монофонический пресет, модель с реакцией на силу давления клавиш — обновленная версия Soloist)

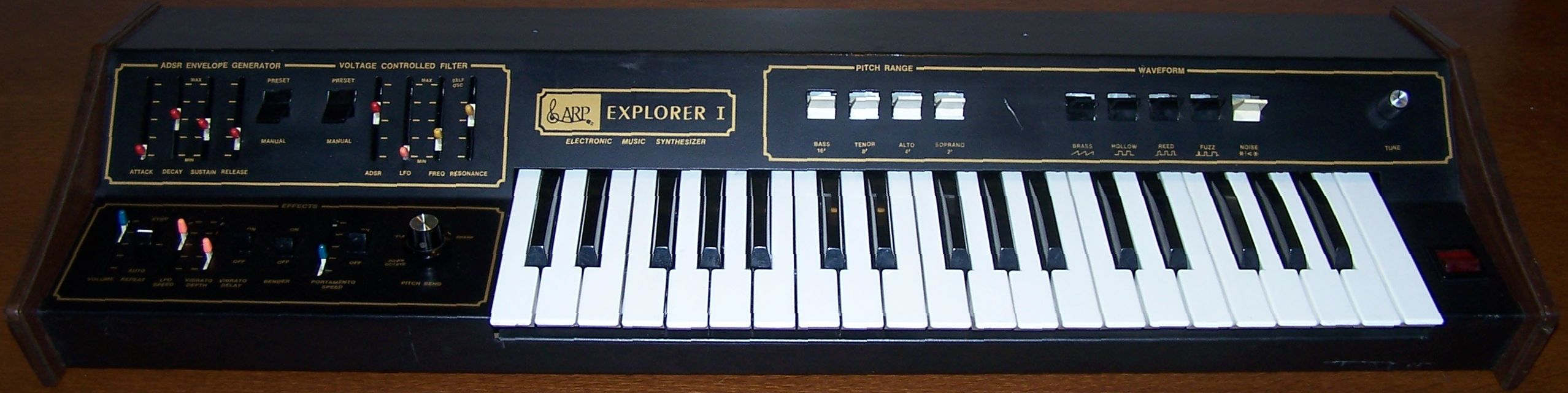
Explorer I

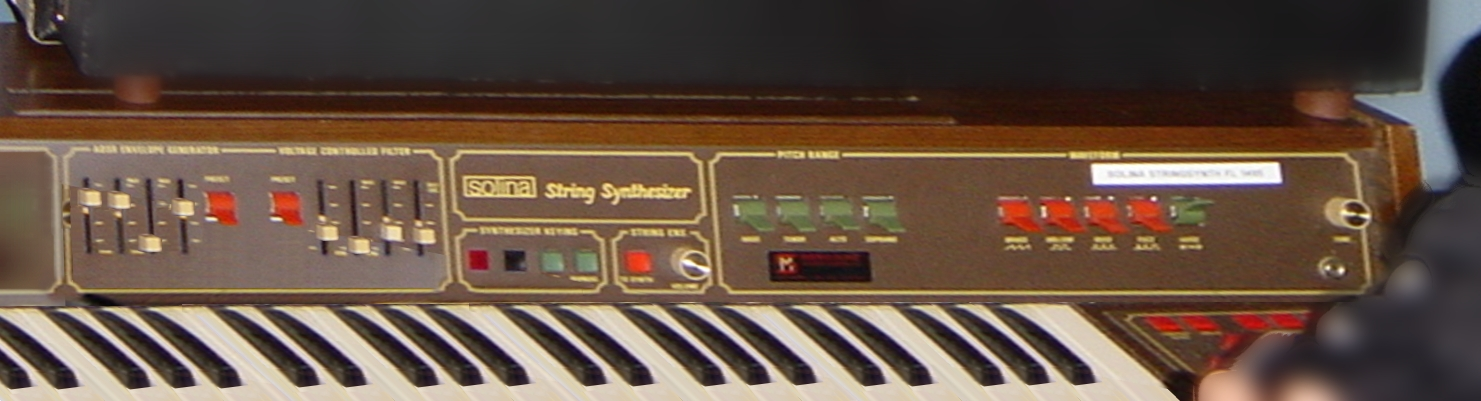
String Synthesizer

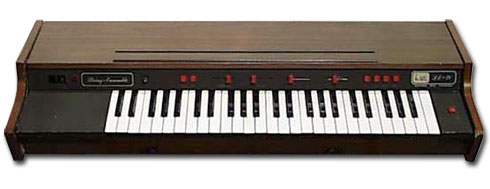
String Ensemble

- 1974 — ARP String Ensemble[англ.] многоголосная струнная голосовая клавиатура производства Solina)
- 1974 — ARP Explorer (маленький, портативный, монофонический пресет, с программируемыми звуками)
- 1975 — ARP Little Brother[англ.] (безклавиатурный монофонический расширительный модуль[27])

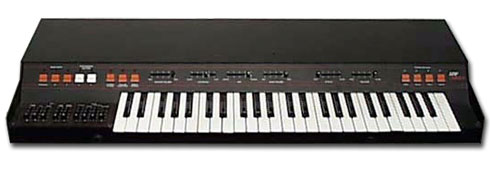
Omni (rev.2)

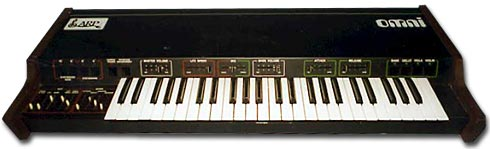
Omni (rev.1)

- 1975 — ARP Omni[англ.] (многоголосный струнный синтезатор)

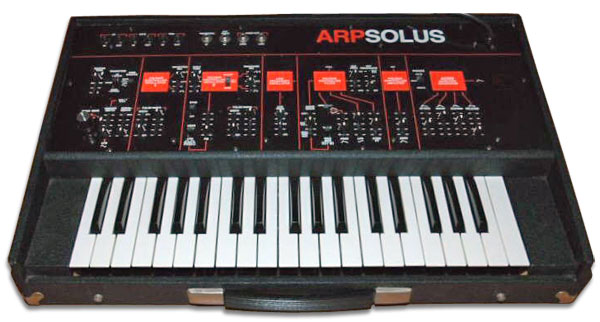
Solus

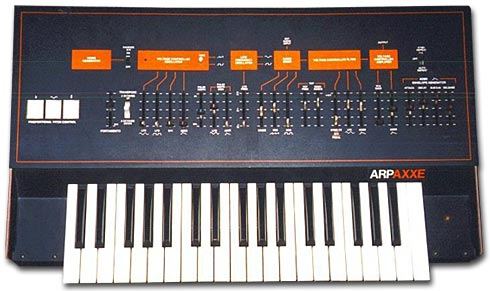
Axxe

- 1975 — ARP Axxe (аналоговый синтезатор с осциллятором)
- 1975 — ARP String Synthesizer[англ.] (комбинация String Ensemble и Explorer)
- 1976 — ARP Sequencer (настольный аналоговый музыкальный секвенсор[28][29])
- 1977 — ARP Pro/DGX[англ.] (портативный, монофонический пресет, модель с реакцией на силу давления клавиш — обновленная версия Pro Soloist)
- 1977 — ARP Omni 2 (многоголосный струнный синтезатор, обновлённая версия Omni)
- 1977 — ARP Avatar[англ.] (модуль Odyssey, оснащённый контроллером высоты тона гитары)
- 1978 — ARP Quadra[англ.] (4-х микропроцессорный аналоговый синтезатор)
- 1979 — ARP Quartet[англ.] (многоголосный синтезатор; не разрабатывался ARP — патент был куплен у Siel и переименован)
- 1979 — ARP 16-Voice Electronic Piano (модель 3363) / 4-голосное электропиано ARP (модель 3553[30])
- 1980 — ARP Solus (аналоговый одноголосный синтезатор)
- 1981 — ARP Chroma[англ.] (аналоговый многоголосный синтезатор с микропроцессорным управлением — продан CBS; продавался под брендом Rhodes)